# 演员工作室
演员工作室（Actors Studio）是美国纽约州纽约市曼哈顿的一个演员、导演和编剧培训组织，教授方法演技。

## 历史
1947年10月5日，工作室由伊利亚·卡赞、谢丽尔·克劳福德和罗伯特·路易斯创办，位于西48街229号的一个联合卫理公会教堂里，李·斯特拉斯伯格旋即在1951年加入。经过多次搬迁后，1955年，工作室搬至现址。